# Golden Globe Awards 2006
Die 63. Verleihung der Golden Globe Awards, die die Hollywood Foreign Press Association (HFPA) jedes Jahr in den Bereichen Film (13 Kategorien) und Fernsehen (11 Kategorien) vergibt, fand am 16. Januar 2006 im Beverly Hilton Hotel in Beverly Hills statt. Als Favoriten gingen die Dramen Brokeback Mountain (7 Nominierungen), Good Night, and Good Luck. und Match Point (beide 4 Nominierungen) sowie die Musical-Verfilmung The Producers (4 Nominierungen) ins Rennen. Die Golden Globes gelten jedes Jahr als Gradmesser für die bevorstehende Oscar-Verleihung. Ein Novum im Jahr 2006 stellte die Tatsache dar, dass alle in der Kategorie Bester Film – Drama nominierten Produktionen dem Genre des Independentfilms angehörten.
Mit vier gewonnenen Golden Globes, darunter den Kategorien Filmdrama und Regie, avancierte Brokeback Mountain zum erfolgreichsten Film der Preisverleihung, dicht gefolgt von James Mangolds Walk the Line, einem Biopic über den bekannten US-amerikanischen Country-Sänger Johnny Cash (1932–2003), das in drei Kategorien prämiert wurde. In den Hauptdarsteller-Kategorien konnten sich mit Felicity Huffman (Transamerica) und Philip Seymour Hoffman (Capote) bzw. Reese Witherspoon und Joaquin Phoenix (beide Walk the Line) die Schauspieler durchsetzten, die bereits im Vorfeld der Verleihung als Favoriten gehandelt wurden. Großer Verlierer des Abends war die Musical-Verfilmung The Producers, die trotz vier Nominierungen leer ausging. Als bester fremdsprachiger Film setzte sich der palästinensische Beitrag Paradise Now durch, der auch aus Deutschland finanziert wurde.
Mit den Siegen von Brokeback Mountain sowie Felicity Huffman und Philip Seymour Hoffman wurden im Drama-Bereich erstmals alle Preise an Filme verliehen, in denen homo- oder transsexuelle Rollen im Vordergrund standen. Der renommierte Filmkomponist John Williams konnte sich mit seiner Filmmusik zu Die Geisha bei seiner 22. Nominierung den vierten Golden Globe seiner Karriere sichern.

## Nominierungen und Gewinner im Bereich Film

### Bester Film – Drama
präsentiert von Denzel Washington.
Brokeback Mountain – Regie: Ang Lee
- Der ewige Gärtner (The Constant Gardener) – Regie: Fernando Meirelles
- Good Night, and Good Luck. – Regie: George Clooney
- A History of Violence – Regie: David Cronenberg
- Match Point – Regie: Woody Allen

### Bester Film – Komödie/Musical
präsentiert Renée Zellweger.
Walk the Line – Regie: James Mangold
- Lady Henderson präsentiert (Mrs. Henderson Presents) – Regie: Stephen Frears
- The Producers – Regie: Susan Stroman
- Stolz und Vorurteil (Pride and Prejudice) – Regie: Joe Wright
- Der Tintenfisch und der Wal (The Squid and the Whale) – Regie: Noah Baumbach

### Beste Regie
präsentiert von Clint Eastwood
Ang Lee – Brokeback Mountain
- Woody Allen – Match Point
- George Clooney – Good Night, and Good Luck.
- Peter Jackson – King Kong
- Fernando Meirelles – Der ewige Gärtner (The Constant Gardener)
- Steven Spielberg – München (Munich)

### Bester Hauptdarsteller – Drama
präsentiert von Hilary Swank
Philip Seymour Hoffman – Capote
- Russell Crowe – Das Comeback (Cinderella Man)
- Terrence Howard – Hustle & Flow
- Heath Ledger – Brokeback Mountain
- David Strathairn – Good Night, and Good Luck.

### Beste Hauptdarstellerin – Drama
präsentiert von Leonardo DiCaprio
Felicity Huffman – Transamerica
- Maria Bello – A History of Violence
- Gwyneth Paltrow – Der Beweis – Liebe zwischen Genie und Wahnsinn (Proof)
- Charlize Theron – Kaltes Land (North Country)
- Zhang Ziyi – Die Geisha (Memoirs of a Geisha)

### Bester Hauptdarsteller – Komödie/Musical
präsentiert von John Travolta
Joaquin Phoenix – Walk the Line
- Pierce Brosnan – Mord und Margaritas
- Jeff Daniels – Der Tintenfisch und der Wal (The Squid and the Whale)
- Johnny Depp – Charlie und die Schokoladenfabrik (Charlie and the Chocolate Factory)
- Nathan Lane – The Producers
- Cillian Murphy – Breakfast on Pluto

### Beste Hauptdarstellerin – Komödie/Musical
präsentiert von Jamie Foxx
Reese Witherspoon – Walk the Line
- Judi Dench – Lady Henderson präsentiert (Mrs. Henderson Presents)
- Keira Knightley – Stolz und Vorurteil (Pride & Prejudice)
- Laura Linney – Der Tintenfisch und der Wal (The Squid and the Whale)
- Sarah Jessica Parker – Die Familie Stone – Verloben verboten! (The Family Stone)

### Bester Nebendarsteller
präsentiert von Natalie Portman und Adrien Brody
George Clooney – Syriana
- Matt Dillon – L.A. Crash (Crash)
- Paul Giamatti – Das Comeback (Cinderella Man)
- Bob Hoskins – Lady Henderson präsentiert (Mrs. Henderson Presents)
- Will Ferrell – The Producers

### Beste Nebendarstellerin
präsentiert von Natalie Portman und Adrien Brody
Rachel Weisz – Der ewige Gärtner (The Constant Gardener)
- Scarlett Johansson – Match Point
- Shirley MacLaine – In den Schuhen meiner Schwester (In Her Shoes)
- Frances McDormand – Kaltes Land (North Country)
- Michelle Williams – Brokeback Mountain

### Bestes Drehbuch
präsentiert von Virginia Madsen und Harrison Ford
Larry McMurtry, Diana Ossana – Brokeback Mountain
- Woody Allen – Match Point
- George Clooney, Grant Heslov – Good Night, and Good Luck.
- Paul Haggis – L.A. Crash (Crash)
- Tony Kushner – München (Munich)

### Beste Filmmusik
präsentiert von Rosario Dawson und Julian McMahon
John Williams – Die Geisha (Memoirs of a Geisha)
- Alexandre Desplat – Syriana
- Harry Gregson-Williams – Die Chroniken von Narnia: Der König von Narnia (The Chronicles of Narnia: The Lion, the Witch and the Wardrobe)
- James Newton Howard – King Kong
- Gustavo Santaolalla – Brokeback Mountain

### Bester Filmsong
präsentiert von Mariah Carey
„A Love That Will Never Grow Old“ aus Brokeback Mountain – Gustavo Santaolalla, Bernie Taupin
„Christmas in Love“ aus Christmas in Love – Marva Jan Marrow, Tony Renis
„There’s Nothing Like a Show on Broadway“ aus The Producers – Mel Brooks
„Travelin’ Thru“ aus Transamerica – Dolly Parton
„Wunderkind“ aus Die Chroniken von Narnia: Der König von Narnia (The Chronicles of Narnia: The Lion, the Witch and the Wardrobe) – Alanis Morissette

### Bester fremdsprachiger Film
präsentiert von Sarah Jessica Parker und Matthew McConaughey
Paradise Now, Palästinensische Autonomiegebiete – Regie: Hany Abu-Assad
- Kung Fu Hustle, China – Regie: Stephen Chow
- Merry Christmas (Joyeux Noël), Frankreich – Regie: Christian Carion
- Tsotsi, Südafrika – Regie: Gavin Hood
- Wu ji, China – Regie: Chen Kaige

## Nominierungen und Gewinner im Bereich Fernsehen

### Beste Fernsehserie – Drama
präsentiert von Sean Hayes, Eric McCormack, Debra Messing und Megan Mullally
Lost
- Grey’s Anatomy
- Prison Break
- Rom (Rome)
- Welcome, Mrs. President (Commander in Chief)

### Beste Fernsehserie – Komödie/Musical
präsentiert von Josh Duhamel und Jill Hennessy
Desperate Housewives
- Alle hassen Chris (Everybody Hates Chris)
- Entourage
- Lass es, Larry! (Curb Your Enthusiasm)
- My Name Is Earl
- Weeds – Kleine Deals unter Nachbarn (Weeds)

### Beste Miniserie oder bester Fernsehfilm
präsentiert von Matt Dillon und Queen Latifah
Empire Falls
- Blackpool
- Into the West – In den Westen (Into the West)
- Lackawanna Blues
- Sleeper Cell
- Warm Springs

### Bester Darsteller in einer Fernsehserie – Drama
präsentiert von Evangeline Lilly und Ian McShane
Hugh Laurie – Dr. House
- Patrick Dempsey – Grey’s Anatomy
- Matthew Fox – Lost
- Wentworth Miller – Prison Break
- Kiefer Sutherland – 24

### Beste Darstellerin in einer Fernsehserie – Drama
präsentiert von Nicollette Sheridan
Geena Davis – Welcome, Mrs. President (Commander in Chief)
- Patricia Arquette – Medium – Nichts bleibt verborgen (Medium)
- Glenn Close – The Shield – Gesetz der Gewalt
- Kyra Sedgwick – The Closer
- Polly Walker – Rom (Rome)

### Bester Darsteller in einer Fernsehserie – Komödie/Musical
präsentiert von Pamela Anderson und William Petersen
Steve Carell – Das Büro (The Office)
- Zach Braff – Scrubs – Die Anfänger (Scrubs)
- Larry David – Lass es, Larry! (Curb Your Enthusiasm)
- Jason Lee – My Name Is Earl
- Charlie Sheen – Two and a Half Men

### Beste Darstellerin in einer Fernsehserie – Komödie/Musical
präsentiert von Chris Rock
Mary-Louise Parker – Weeds – Kleine Deals unter Nachbarn (Weeds)
- Marcia Cross – Desperate Housewives
- Teri Hatcher – Desperate Housewives
- Felicity Huffman – Desperate Housewives
- Eva Longoria – Desperate Housewives

### Bester Darsteller in einer Miniserie oder einem Fernsehfilm
präsentiert von Eric Bana und Kate Beckinsale
Jonathan Rhys-Meyers – Elvis
- Kenneth Branagh – Warm Springs
- Ed Harris – Empire Falls
- Bill Nighy – G8 auf Wolke Sieben (The Girl In The Café)
- Donald Sutherland – Human Trafficking – Menschenhandel (Human Trafficking)

### Beste Darstellerin in einer Miniserie oder einem Fernsehfilm
präsentiert von Eric Bana und Kate Beckinsale
S. Epatha Merkerson – Lackawanna Blues
- Halle Berry – Die Liebe stirbt nie (Their Eyes Were Watching God)
- Kelly Macdonald – G8 auf Wolke Sieben (The Girl In The Café)
- Cynthia Nixon – Warm Springs
- Mira Sorvino – Human Trafficking – Menschenhandel (Human Trafficking)

### Bester Nebendarsteller in einer Serie, einer Miniserie oder einem Fernsehfilm
präsentiert von Jessica Alba und Luke Wilson
Paul Newman – Empire Falls
- Naveen Andrews – Lost
- Jeremy Piven – Entourage
- Randy Quaid – Elvis
- Donald Sutherland – Welcome, Mrs. President (Commander in Chief)

### Beste Nebendarstellerin in einer Serie, einer Miniserie oder einem Fernsehfilm
präsentiert von Teri Hatcher und Brandon Routh
Sandra Oh – Grey’s Anatomy
- Candice Bergen – Boston Legal
- Camryn Manheim – Elvis
- Elizabeth Perkins – Weeds – Kleine Deals unter Nachbarn (Weeds)
- Joanne Woodward – Empire Falls

## Cecil B. DeMille Award
präsentiert von Gwyneth Paltrow
Anthony Hopkins

## Miss Golden Globe
präsentiert von Melanie Griffith
Dakota Johnson (Tochter von Melanie Griffith und Don Johnson)